# Le Divorce de Daffy
Pour plus de détails, voir Fiche technique et Distribution.
Le Divorce de Daffy (The Henpecked Duck) est un court-métrage d'animation de la série Looney Tunes, réalisé par Bob Clampett et sorti en 1941, mettant en scène Daffy Duck.

## Fiche technique
- Réalisation : Bob Clampett
- Scénario : Warren Foster
- Production : Leon Schlesinger pour Leon Schlesinger Studios
- Musique : Carl W. Stalling
- Format : 1,37 :1 couleurs Technicolor
- Son : mono
- Pays de production :  États-Unis
- Date de sortie : 
  - États-Unis : 30 août 1941
- Langue : anglais
- Durée : 7 minutes 30 secondes
- Distribution : 1941 : Warner Bros. Pictures et  The Vitaphone Corporation (cinéma)
2017 : Warner Home Video  (États-Unis) (DVD)

## Musique
- Carl W. Stalling, directeur de la musique
- Milt Franklyn, orchestrateur (non crédité)